# نیکولاس بت
نیکولاس بت (انگلیسی: Nicholas Bett؛ زادهٔ ۱۴ ژوئن ۱۹۹۰ - ۸ اوت ۲۰۱۸) یک دونده دو با مانع اهل کنیا بود. از افتخارات وی میتوان به کسب مدال طلا ۴۰۰ متر با مانع در ۲۰۱۵ پکن اشاره کرد.